# АЕС Монджу
Атомна електростанція Мондзю (яп. もんじゅ, Monju) — виведена з експлуатації атомна електростанція в Японії. Він розташований поблизу міста Цуруґа в префектурі Фукуї. Електростанція була виведена з експлуатації 5 грудня 2017 року після довготривалої зупинки, яка почалася 8 грудня 1995 року, після чого реактор так і не повернувся до роботи. За весь час існування, від запуску в 1995 році до закриття в 2017 році, він пропрацював лише 250 днів. Електростанція належить і управляється Японським агентством з атомної енергії. Електростанція була названа на честь японського бодхісаттви Манджушрі. Майданчик електростанції розташований на земельній ділянці площею 1,08 км2.

## Історія

### Витоки
26 вересня 1968 року було подано попередній проект реактора як наступного кроку після експериментального реактора-розмножувача Jojo . У 1970 році місто Цуруґа було обрано кращим місцем, а місцевий уряд префектури схвалив проект. Пізніше почалися геологічні дослідження. 20 лютого 1976 року було підписано угоду про безпеку з містом Цуруга та префектурою Фукуї. Підготовчі роботи до будівництва розпочалися 25 січня 1983 року.

### Будівництво та введення в експлуатацію
Фактичне будівництво електростанції почалося 10 травня 1986 року. 22 березня 1991 року на майданчик був доставлений натрій, який служив теплоносієм реактора. Електростанцію фактично добудували в 1991 році, а 18 травня того ж року завершили монтажні роботи та розпочали пробну експлуатацію реактора. 5 квітня 1994 року в реакторі вперше була досягнута критичність, що означало початок реакції поділу. 29 серпня 1995 року розпочато вироблення електроенергії і блок підключено до мережі. Дата комерційного запуску невідома.

### Аварія 1995 року
Через три місяці після підключення реактора до мережі, 8 грудня 1995 року, на реакторі сталася аварія. Через сильну вібрацію в місці вимірювання у вторинному контурі, який був заповнений натрієм, він витік. Стався величезний витік натрію, обсяг якого оцінюється від 700 до 3000 кілограмів. Натрій, як лужний метал, бурхливо реагує з киснем і вологою, серед іншого, і виділяє велику кількість тепла. Під впливом корозійних випарів і температур у кілька сотень градусів за Цельсієм деякі сталеві компоненти в постраждалому приміщенні почали плавитися. О 19:30 спрацювала тривога і було вимкнено автоматичне керування реактором. Однак знадобилося до 21:00, щоб виявити дим і повністю зупинити установку. Під час розслідування витоку було виявлено понад три тонни твердого натрію.
Оскільки аварія сталася у вторинному контурі охолодження, витік натрію не був радіоактивним. Напівдержавний оператор реактора, Power Reactor and Nuclear Fuel Development Corporation, який підпорядковувався Японському агентству з атомної енергії, намагався приховати масштаби аварії, опублікувавши неправдиві повідомлення, змінивши відеоматеріали, зняті після аварії, і змусивши співробітників зберігати мовчання про існування чистого відео. Однак невдовзі правда про подію витекла у громадськість.
У січні 1996 року Шигео Нісімура, керівник відділу організації операцій, стрибнув з багатоповерхового будинку. Він вважав, що зазнав невдачі у своїй спробі переконати громадськість у необхідності реакторів на швидких розмножувачах після того, що на той час стало найбільшою аварією в ядерній історії Японії.
Коли Комісія з атомної енергії Японії оголосила 24 листопада 2000 року, що реактор буде перезапущено, це викликало громадський резонанс і низку судових справ, які намагалися запобігти цьому. Однак 30 травня 2005 року суд постановив, що реактор може бути введений в експлуатацію.

### Інші інциденти
У березні та квітні 2008 року було виявлено кілька несправних детекторів витоку натрію, що призвело до наказу перевірити додаткові частини та знову поставило під сумнів відновлення роботи.
Тестову експлуатацію було відновлено 6 травня 2010 року, а регулярну роботу заплановано розпочати у 2013 році. До досягнення критичності під час перезапуску було виявлено несправний детектор витоку газу.
Ще одна аварія сталася 26 серпня 2010 року, коли на корпус реактора впав тритонний пристрій для завантаження палива, пошкодивши його.
Коли в березні 2011 року сталася аварія на Фукусімі, погляд громадськості та уряду на атомну енергетику докорінно змінився. Тому його не вчасно ввели в експлуатацію. У травні 2013 року Міністерство навколишнього середовища Японії заборонило повторний запуск реактора. Відновлення роботи, яке було заплановане на 2013 рік, не відбулося через аварію на Фукусімі та подальшу заборону на роботу, коли у реактора була відкликана ліцензія на експлуатацію.

### Параметри реактора
Це був реактор-розмножувач з натрієвим охолодженням і трьома контурами охолодження. Реактор працював на змішаному оксидному паливі (МОХ). Валова потужність електростанції становила 280 МВт, а чиста потужність, яка надходила в мережу, становила 246 МВт. Реактор був остаточно виведений з експлуатації 5 грудня 2017 року, і з того часу триває демонтаж. За оцінками, це займе приблизно 30 років і коштуватиме 2,5 мільярда євро.

## Інформація про реактори
| Реактор  | Тип реактора | Продуктивність | Продуктивність | Початок будівництва | Підключення до мережі | Введення в експлуатацію | Закриття    |
| Реактор  | Тип реактора | Нетто          | Брутто         | Початок будівництва | Підключення до мережі | Введення в експлуатацію | Закриття    |
| -------- | ------------ | -------------- | -------------- | ------------------- | --------------------- | ----------------------- | ----------- |
| Мондзю-1 | FBR          | 246 МВт        | 280 МВт        | 10. 5. 1986         | 29. 8. 1995           | N/A                     | 5. 12. 2017 |